# Nodaway
Nodaway és una població dels Estats Units a l'estat d'Iowa. Segons el cens del 2000 tenia 132 habitants.

## Demografia
Segons el cens del 2000, Nodaway tenia 132 habitants, 58 habitatges, i 38 famílies. La densitat de població era de 98 habitants/km².
Dels 58 habitatges en un 29,3% hi vivien nens de menys de 18 anys, en un 56,9% hi vivien parelles casades, en un 6,9% dones solteres, i en un 32,8% no eren unitats familiars. En el 29,3% dels habitatges hi vivien persones soles el 22,4% de les quals corresponia a persones de 65 anys o més que vivien soles. El nombre mitjà de persones vivint en cada habitatge era de 2,28 i el nombre mitjà de persones que vivien en cada família era de 2,77.
Per edats la població es repartia de la següent manera: un 22% tenia menys de 18 anys, un 5,3% entre 18 i 24, un 18,2% entre 25 i 44, un 31,8% de 45 a 60 i un 22,7% 65 anys o més.
L'edat mediana era de 48 anys. Per cada 100 dones de 18 o més anys hi havia 94,3 homes.
La renda mediana per habitatge era de 34.375 $ i la renda mediana per família de 34.792 $. Els homes tenien una renda mediana de 31.750 $ mentre que les dones 21.667 $. La renda per capita de la població era de 16.722 $. Entorn del 8,9% de les famílies i l'11,6% de la població estaven per davall del llindar de pobresa.

## Poblacions més properes
El següent diagrama mostra les poblacions més properes.